# Visconde de Loureiro
Visconde de Loureiro (com frequência incorretamente referido por do Loureiro), é um título nobiliárquico criado por D. Luís I de Portugal, por Decreto de 17 e Carta de 26 de Fevereiro de 1866, em favor de Luís de Loureiro de Queirós Cardoso do Couto Leitão Teixeira.
Titulares
1. Luís de Loureiro de Queirós Cardoso do Couto Leitão Teixeira, 1.º Visconde de Loureiro.